# Rue Marguerite-Moret
La rue Marguerite Moret est une voie du 11e arrondissement de Paris, en France.

## Situation et accès
La rue Marguerite Moret est une voie publique située dans le 11e arrondissement de Paris. Elle débute au 133, rue Oberkampf et se termine au 102, rue Jean-Pierre-Timbaud.

## Origine du nom
Elle doit son nom initial de rue Moret à celui d'un ancien propriétaire local, qui perdurera jusqu'en 2024. Par une délibération du Conseil de Paris du 9 février 2024, la voie est renommée rue Marguerite-Moret, en hommage à la résistante française Marguerite Moret (1899-1974).

## Historique
La voie est ouverte en 1853, sous le nom rue Moret.  